# کیچه (داغستان)
کیچه (به لاتین: Kiche) یک منطقهٔ مسکونی در روسیه است که در داغستان واقع شده‌است.